# Mark Lindsay Chapman
Mark Lindsay Chapman (Londres; 8 de septiembre de 1954) es un actor teatral y televisivo.
Su rostro se hizo popular al protagonizar dos de las series televisivas norteamericanas que mayor impacto causaron en todo el mundo, Dallas, que comenzó a emitirse en 1978 y en donde Chapman interpretaba a (Brett Lomax), y Falcon Crest interpretando a (Charley St. James).
Formado en el teatro clásico, Chapman se inició en televisión en 1983 (con la edad de 29 años) interpretando, para la cadena londinense BBC, el Macbeth de William Shakespeare.
Pero como en su Inglaterra natal no encontró las oportunidades esperadas, el actor decidió emigrar a los Estados Unidos para aparecer en series tan populares como Annihilator o Se ha escrito un crimen.
Tras foguearse como actor televisivo, dio el salto a la gran pantalla con un pequeño papel en la película de John Hough American Gothic (Escóndete y tiembla, 1987). Era su primer contacto con el género de terror y tuvo la suerte de aparecer acompañado por Yvonne de Carlo y el famoso actor Rod Steiger.
A partir de entonces, su carrera ha transitado entre la televisión y el género fantástico, y antes de conseguir su segundo papel cinematográfico en el largometraje Separate Lives junto a Linda Hamilton, protagonizó la producción televisiva de Wes Craven Night Visions. También dio vida al Dr. Anton Arcane en la miniserie La cosa del pantano (Swamp Thing), ambas producciones de 1990. Trabajó a las órdenes de Tom Holland, en la miniserie The Langoliers (1995) (basada en un relato corto del libro de Stephen King Las cuatro después de la medianoche (Four Past Midnight), dando vida a Nick Hopewell, un mercenario que demuestra un carácter frío y calculador que hace que los demás supervivientes del avión le tengan temor, pero que en el fondo está harto de su profesión y juega un papel importante en el transcurso del film.
Aunque sus interpretaciones han estado bastante alejadas de la pantalla grande, intervino en la superproducción Titanic (1997) de James Cameron. También participó en Legend of the Mummy (1998).
Por último, aparte de haber participado haciendo pequeños papeles en varias series de televisión su último trabajo destacable fue en el largometraje Chapter 27 (2007), película biográfica sobre el asesinato de John Lennon en la que interpreta al cantante. Curiosamente, el nombre del asesino de Lennon es Mark David Chapman.
Tiene tres hijos: Fabien, Lindsay y Hunter Chapman.